# Probur
Probur is een bestuurslaag in het regentschap Alor van de provincie Oost-Nusa Tenggara, Indonesië. Probur telt 2088 inwoners (volkstelling 2010).